# Szvetlana Jevgenyjevna Szavickaja
Szvetlana Jevgenyjevna Szavickaja  (oroszul: Светлана Евгеньевна Савицкая) (Moszkva, 1948. augusztus 8. –) szovjet mérnök, pilóta, berepülőpilóta és űrhajós.

## Életpálya
Jevgenyij Szavickij szovjet légierő parancsnok lánya. Szavickij a második világháborúban pilóta ász volt, kétszer kapta meg a Szovjetunió Hőse kitüntetést.
Szavickaja fiatal korában sokat sportolt, úszott, korcsolyázott és atletizált. 16 évesen kezdett ejtőernyőzni. 17 évesen lehetőséget kapott, hogy a sztratoszférából, 14 252 méterről zuhanórepülést végezzen, 500 méteren nyitott ejtőernyőt. Ebben az időben 450 ejtőernyős ugrással rendelkezett. 18 évesen a moszkvai Repülőfőiskolán (MAI) kapott lehetőséget a repülés tanulásához, egy Jak–18-as oktatógéppel repült. 1970-ben a 6. FAI ejtőernyős világbajnokságán első helyet szerzett. 1972-től a szovjet Honvédelmi Szövetség (DOSZAAF) pilótaoktatója lett. 1974-től sportpilóta, MiG–21-es repülőgéppel három nemzetközi világcsúcsot állított be. Gyorsasági világcsúcsa 2683 kilométer/óra volt. A Jakovlev-tervezőiroda berepülő pilótájaként 20 fajta repülőt tesztelt. 1980. július 30-tól részesült űrhajóskiképzésben. 1993. október 27-én elköszönt az űrhajósok családjától, a hadseregtől. Politikai pályára lépett, képviselő lett. Összesen 19 napot, 17 órát és 6 percet töltött a világűrben. 2014. február 7-én, a szocsi téli olimpiai játékok megnyitó ünnepségén az orosz lobogót orosz űrhajósok vonták fel, egyikük Szvetlana Szavickaja volt.
Bélyegen is megörökítették az űrrepülését.

## Űrrepülések
- A Szojuz T–7 fedélzetén Valentyina Vlagyimirovna Tyereskova után a második nő a világűrben. Kutatóűrhajósként a Szaljut–7 űrállomáson 1984. július 25-én 3 óra 35 perces űrsétát hajtott végre. Az első nő, aki űrsétát végzett. A  Szojuz T–5 fedélzetén tért vissza a Földre.
- A Szojuz T–12 fedélzetén pilótaként teljesített szolgálatot.

## Kitüntetések
Kétszer kapta meg a Szovjetunió Hőse kitüntetést. A 4118-as számú aszteroidát róla nevezték el.